# Kion Group
Kion Group AG er en tysk multinational producent af gaffeltrucks, intralogistik og lagerautomatisering. Kion Group blev etableret i 2006 efter et spin-off af Linde AGs materialehåndteringsudstyrsdivision.
Kion Groups produkter sælges under følgende brands: Baoli, Fenwick, Linde, Om Still, Still, Voltas og Dematic.